# Thomas Mandl
Thomas Mandl (* 7. Februar 1979 in Eisenstadt) ist ein ehemaliger österreichischer Fußballspieler auf der Position eines Torwarts, der heute als Fußballtrainer, Torwarttrainer und sportlicher Leiter in Erscheinung tritt.

## Karriere
Der Torwart begann seine Karriere in der burgenländischen Landesliga bei ASKÖ Hirm, wo er bereits mit 15 Jahren erster Torwart war. Nach guten Leistungen klopfte der SV Mattersburg an, wo er ab 1994 spielte. 1997 wechselte er zwar zu FK Austria Wien, wurde aber im Frühjahr 1999 wieder an die Mattersburger verliehen. Persönlicher Höhepunkt dieses Gastspieles bei seinem alten Verein war die Wahl zum besten Tormann des BFV Hallenmasters. Wieder zurück bei den Wienern war er Ersatztorhüter für Franz Wohlfahrt. Nachdem Wohlfahrts Karriere dem Ende zuging, wurde er sein Nachfolger bei den Violetten. Nach sehr guten Leistungen wurde er österreichischer Nationaltorhüter.
2003 kam dann der Rückschlag. Die Austria verpflichtete Joey Didulica. Anfangs konnte er sich gegen den Australier noch durchsetzen, aber nach groben Schnitzern wurde der Burgenländer zur Nummer zwei degradiert. Im Jänner 2004 nahm er dann das Angebot von Sturm Graz an, um wieder Spielpraxis zu bekommen. Mandl wurde von den Grazern für ein halbes Jahr ausgeliehen.

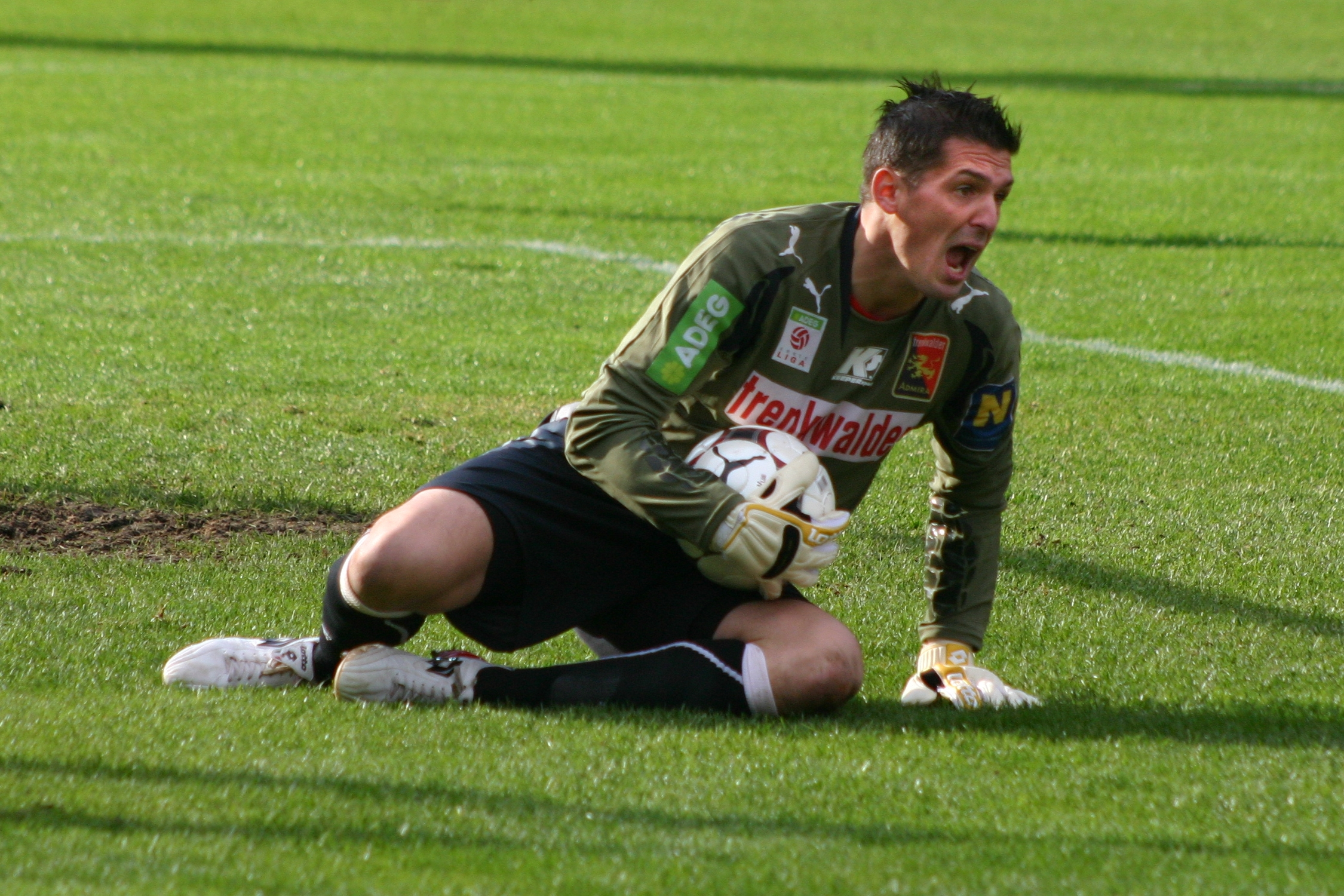
Thomas Mandl beim FC Admira Wacker Mödling (2008)

Nach geschafftem Abstiegskampf mit den Schwarzen ging es in die Schweiz zum FC Basel. Dort konnte sich Mandl jedoch gegen den Schweizer Nationaltorhüter Pascal Zuberbühler nicht durchsetzen, so dass er in der Saison 2005/06 vom VfB Admira Wacker Mödling geliehen wurde. Nachdem er mit der Admira den Abstiegskampf verlor, lehnte er die Zweitklassigkeit ab und suchte einen Verein. Nach Transferschluss stand er ohne Vertrag da. Den Vertrag mit Basel hatte er zuvor aufgelöst.
Mitte November 2006 wurde Mandl als neuer Torhüter des italienischen Viertligisten FC Nuorese vorgestellt, wechselte jedoch bereits im Jänner 2007 in die österreichische Regionalliga Ost zum ASK Schwadorf. Mandl hielt dem Verein auch die Treue, nachdem Richard Trenkwalder den ASK Schwadorf in FC Trenkwalder Admira Wacker Mödling umbenannte und den Vereinssitz nach Mödling verlegte. Mit der Admira erreichte er 2009 das Cupfinale, das jedoch mit 1:3 gegen die Austria verloren ging. Im April 2010 wurde der Torhüter beurlaubt, wechselte aber im Sommer 2010 zum Bundesligaclub LASK. In der Saison 2010/11 konnte Mandl mit dem LASK den Klassenerhalt nicht schaffen und stieg mit seinem Verein in die Erste Liga ab. Nachdem dem LASK am Ende der darauffolgenden Saison die Lizenz verweigert wurde, wechselte Mandl zu Beginn der Saison 2012/13 zum First Vienna FC. Als die Vienna am Ende der Saison 2013/14 als Absteiger feststand, verließ Mandl den Verein und wechselte zum Landesligisten ASV Draßburg, bei dem er zunächst eine Saison lang als Co-Trainer und Trainer der Reservemannschaft arbeitete, und ab Sommer 2015 das Tor hütete. Bereits ab Sommer 2014 war er für den Klub in Freundschaftsspielen in Erscheinung getreten und hatte unter anderem Spiele gegen die Amateure des SK Sturm Graz und des FK Austria Wien absolviert. Bis zu seinem Karriereende Anfang der Saison 2017/18 hatte er es auf 65 Meisterschaftseinsätze für die Draßburger gebracht. Im Jahr nach seinem Karriereende wurde er sportlicher Leiter des Vereins, trainierte zudem die zweite Mannschaft und fungierte kurzzeitig auch als Interimstrainer der ersten Mannschaft. Gleich im ersten Jahr in dieser Tätigkeit wurde der ASV Draßburg überlegen Meister der Burgenlandliga und stieg in die drittklassige Regionalliga Ost auf.
Thomas Mandl arbeitet auch an der Fußballakademie Burgenland als Tormanntrainer und tritt dort seit 2020 als Tormanntrainer-Koordinator in Erscheinung. Mit seiner Bestellung zum Tormanntrainer-Koordinator an der Akademie steckte er seine Arbeiten in Draßburg etwas zurück, gehörte zwar weiter dem Betreuerstab an, konzentrierte sich jedoch primär auf seine Tätigkeit an der Akademie.
Mandl spielte 13 mal im österreichischen Nationalteam.

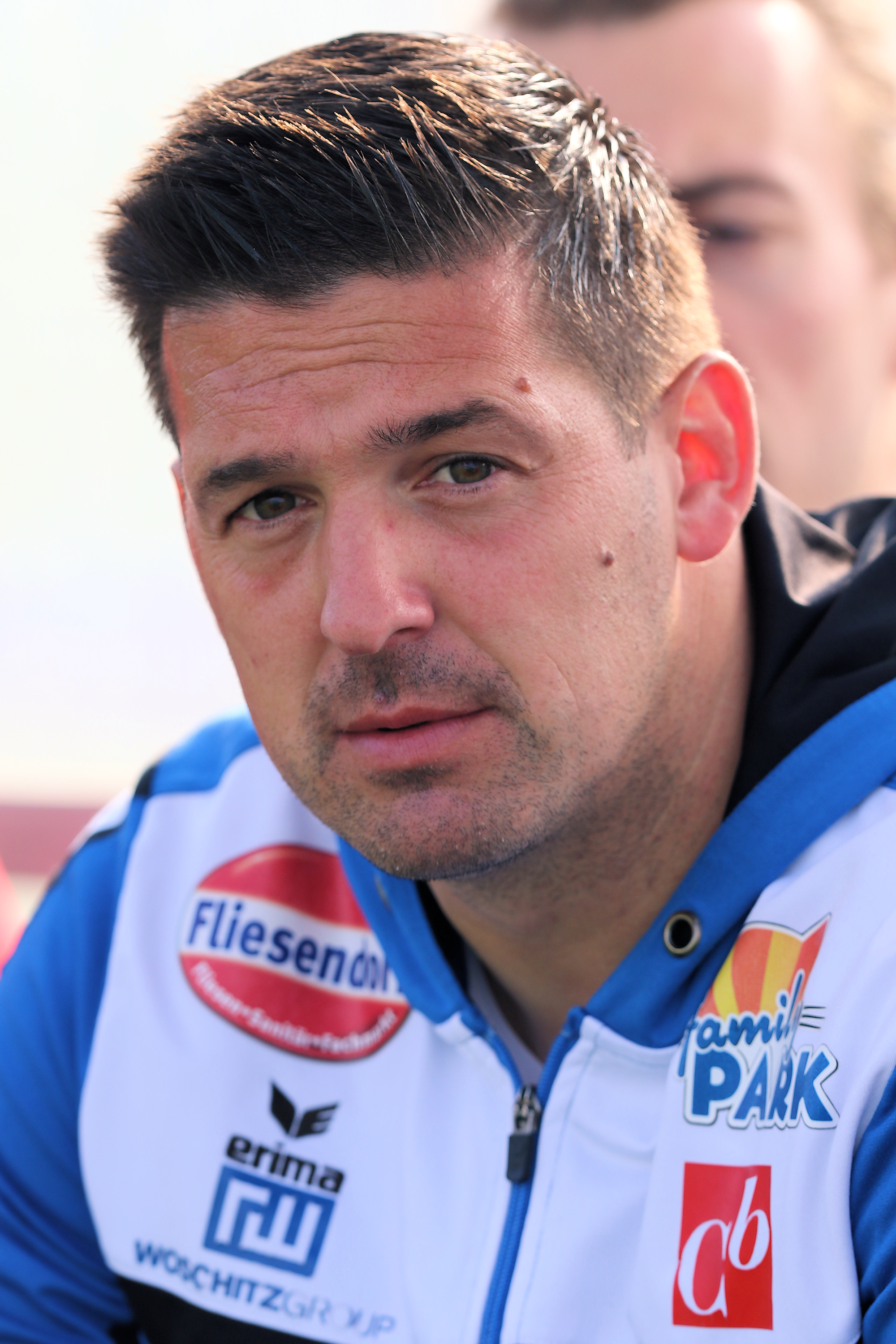
Thomas Mandl als sportlicher Leiter des ASV Draßburg (2019)

## Erfolge
- 1998/99: Bester Torwart des BFV Hallenmasters (SV Mattersburg)
- 2002/03: Meistertitel österreichische Bundesliga (Austria Wien)
- 2002/03: Österreichischer Cupsieger, gegentorlos im gesamten Wettbewerb[9] (Austria Wien)
- 2003/04: Österreichischer Supercupsieger (Austria Wien)
- 2004/05: Schweizer Meister (FC Basel)
- 2006/07: Meister Regionalliga Ost (Österreich)[10] (ASK Schwadorf)
- 2008/09: Finalist im ÖFB-Cup (Admira Wacker)
- 2009/10: 1.095-minütige Torsperre in der Ersten Liga[11] (Admira Wacker)

## Privates
Seine Söhne Niklas (* 2000) & Sandro (* 2003) sind ebenfalls als Fußballspieler aktiv, brachten es jedoch nicht über den Amateurfußball hinaus.